# Massiccio dell'Esterel
Il Massiccio dell'Esterel (in francese massif de l'Estérel; in occitano provenzale: Esterèu secondo la norma classica e la norma felibriana) è un massiccio montuoso della Francia sudorientale, situato lungo la Costa Azzurra a cavallo tra i dipartimenti del Varo e quello delle Alpi Marittime.

## Geografia

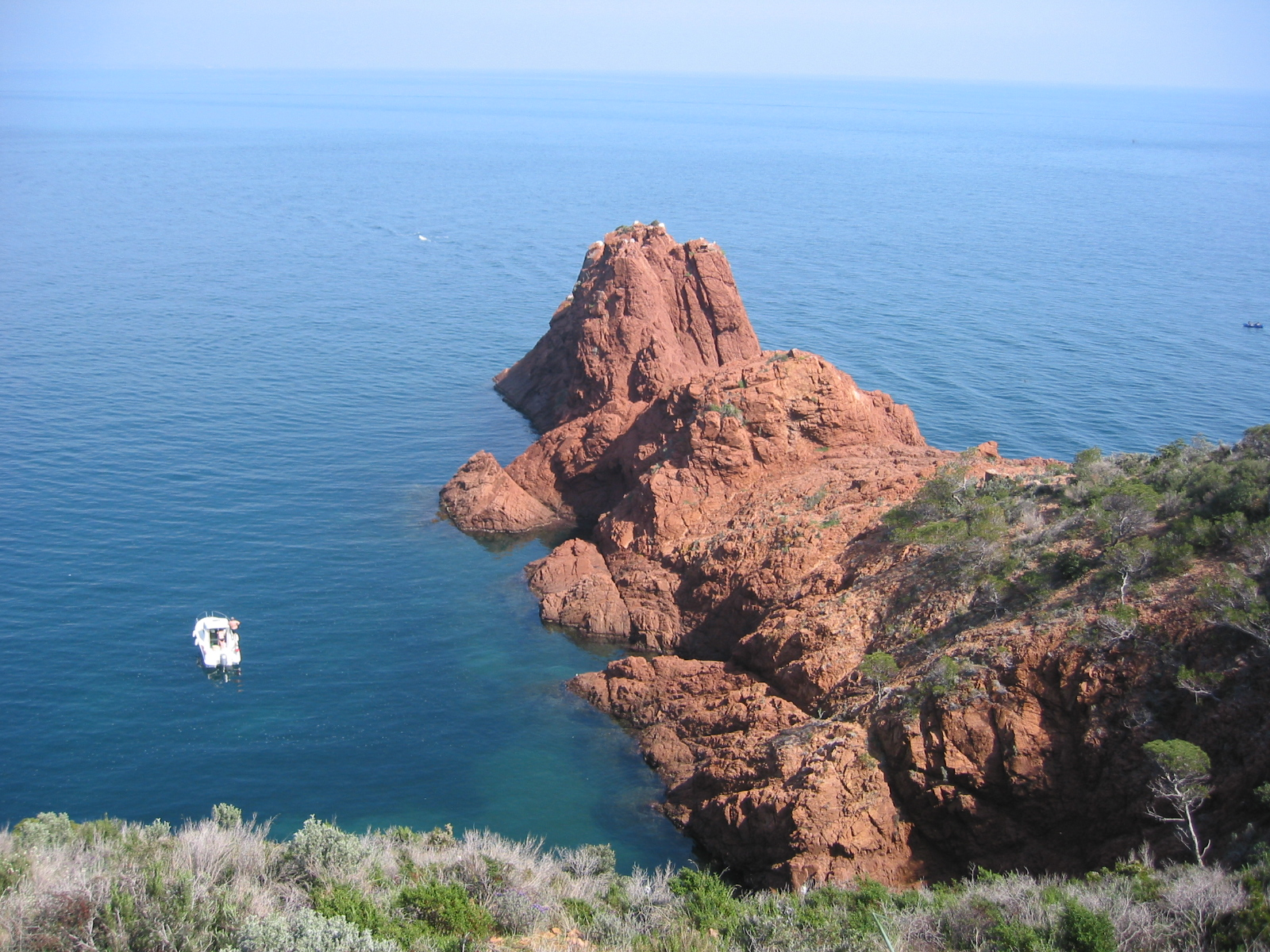
Le rocce rosse dell'Esterel

L'Esterel è un massiccio di forma ovaleggiante che si protende nel Mar Mediterraneo a mo' di leggero promontorio. Le sue coste dallo sviluppo frastagliato ed il suo paesaggio relativamente selvaggio offrono una netta soluzione di continuità con le zone densamente urbanizzate di Cannes e Antibes.
Geograficamente il massiccio dell'Esterel è delimitato a SE dal Mediterraneo, a NE dal corso del fiume Argentière e dal golfo della Napoule, a SO dal fiume Argens e dalle città di Fréjus e Saint-Raphaël, nonché a NO dalle prealpi di Provenza. Massima elevazione è il Mont Vinaigre (614 m).
Il Massiccio è costeggiato, lungo il mare, dalla celebre corniche d'Or.

## Classificazione
La Partizione delle Alpi del 1926 includeva il massiccio nel sistema alpino e lo legava alla sezione alpina delle Prealpi di Provenza.
Secondo la più moderna letteratura, su tutti gli studi di Raoul Blanchard, il massiccio, per la sua conformazione geologica, non fa parte del sistema alpino. Conseguentemente la SOIUSA lo esclude dalle Alpi e lo inserisce nei cosiddetti Massicci di Bassa Provenza.

## Geologia
L'Esterel è un massiccio erciniano. Alla fine del Paleozoico, circa 250 milioni di anni fa, si sviluppò un'intensa attività vulcanica con emissione di basalti e di rioliti.
In seguito, nel Mesozoico, il massiccio subì una forte erosione. Nel Cenozoico e nel Quaternario l'orogenesi alpina fece ruotare il massiccio nel Mar Mediterraneo.
Il massiccio si presenta con grandi faglie orientate est-ovest.
Delle rocce dell'Esterel si trovano in Corsica (questa deriva data all'era terziaria).

## Clima
Il clima dell'Esterel è prettamente mediterraneo, con inverni miti e asciutti ma estati calde e secche, sovente torride. Durante l'autunno, che normalmente è umido a causa della vicinanza del mare, le piogge possono essere di carattere torrenziale e causare una forte erosione.

## Galleria d'immagini

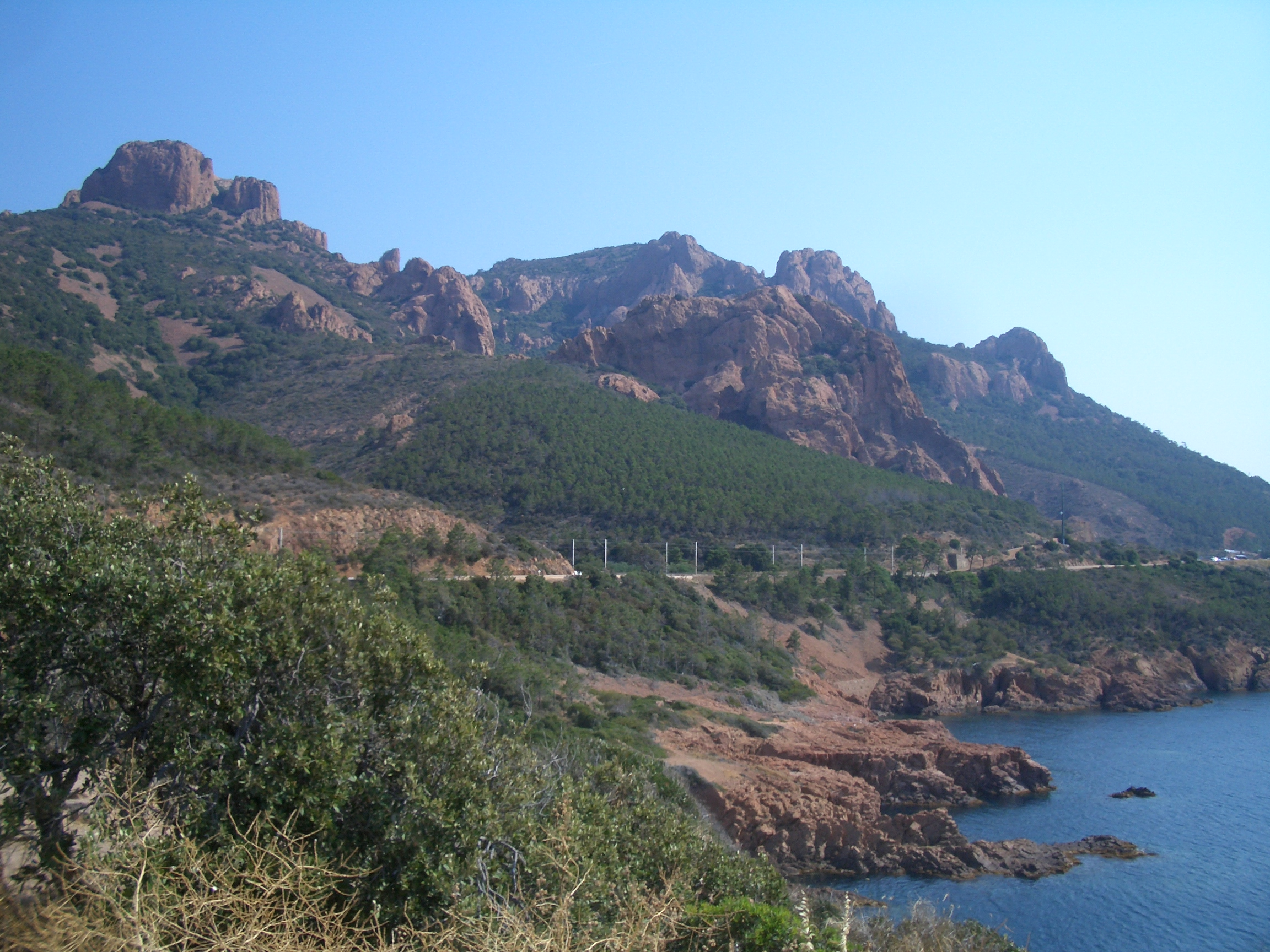
Cap Esterel
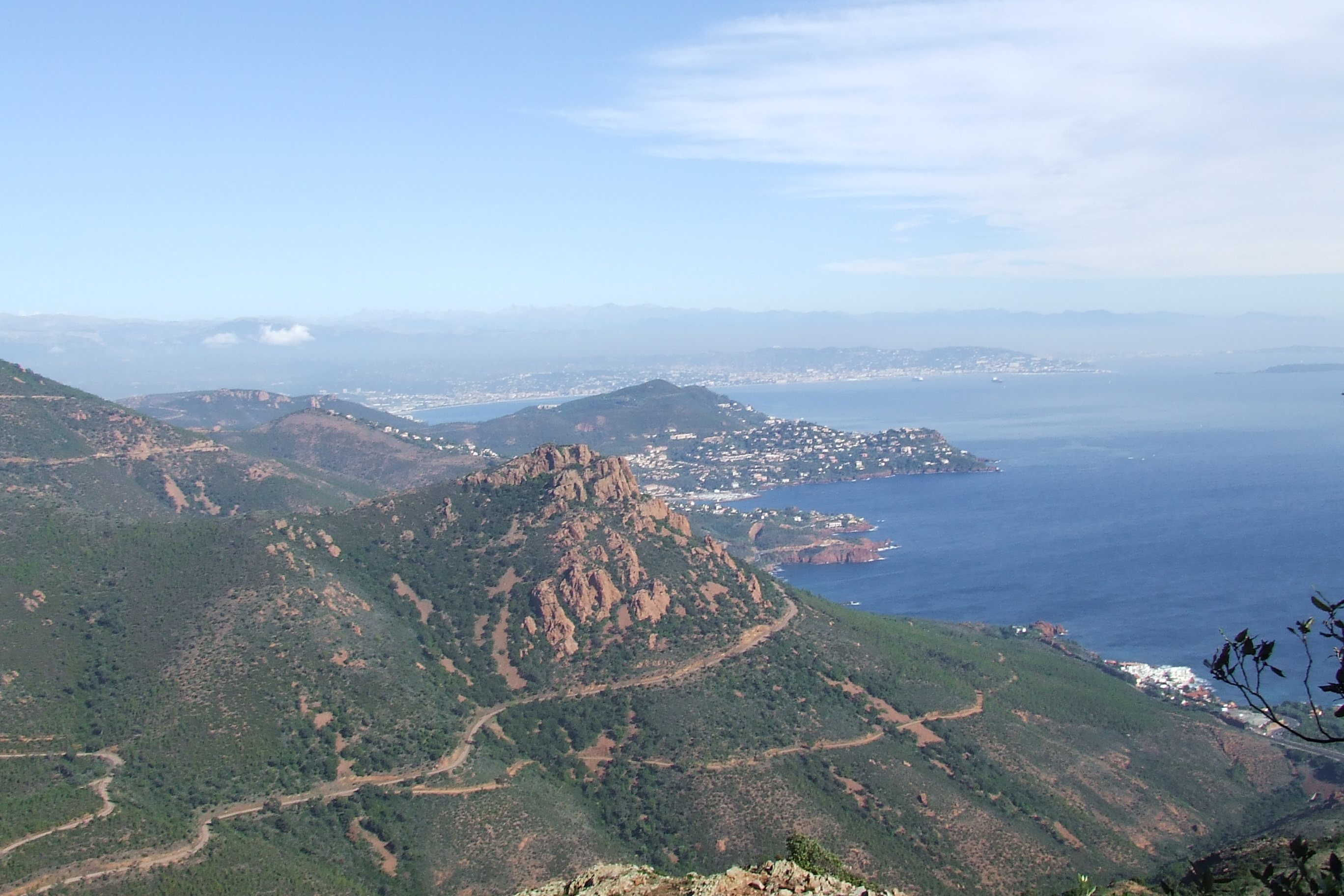
Vista su Cannes e sul golfo della Napoule
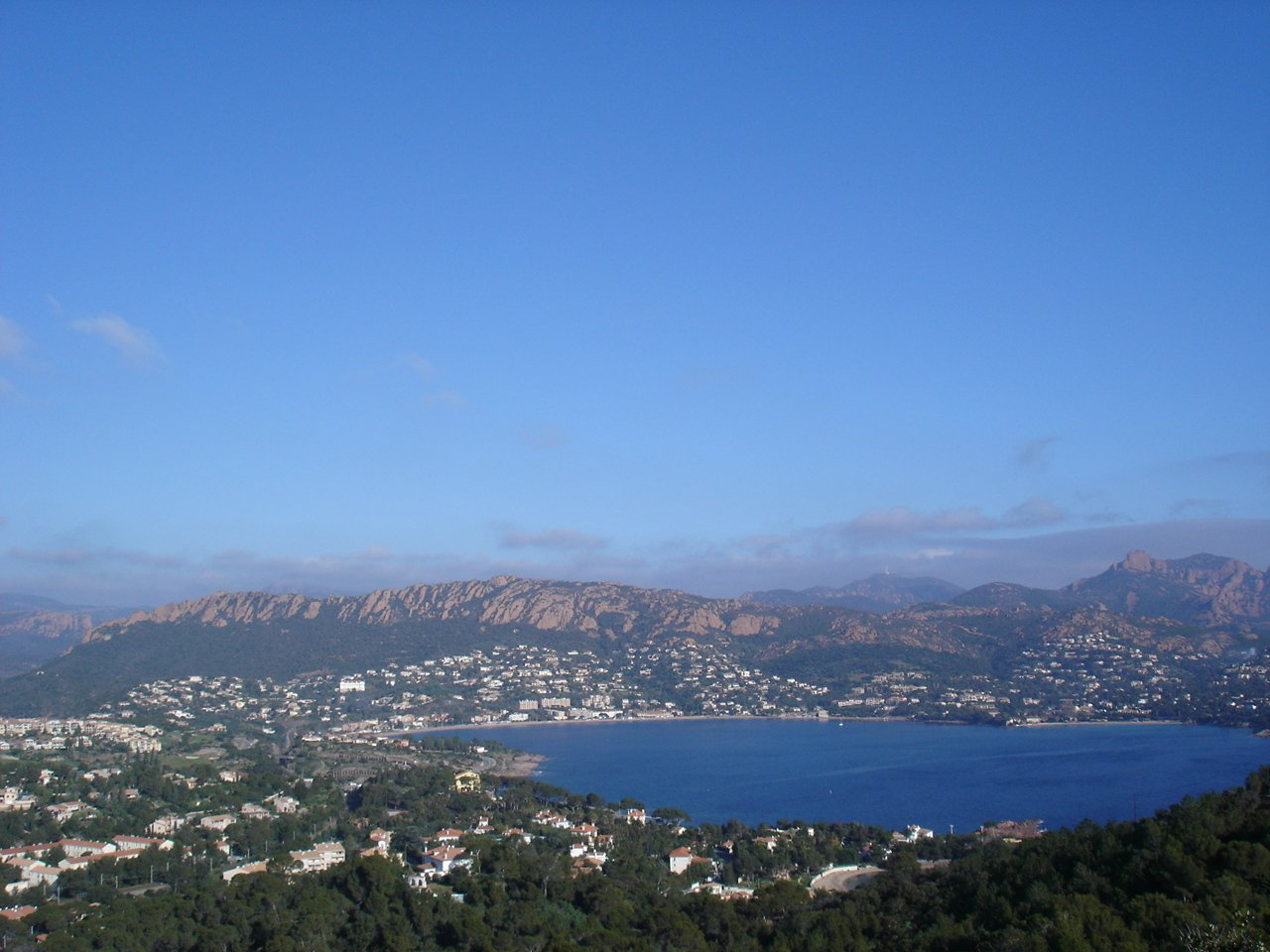
La rada di Agay
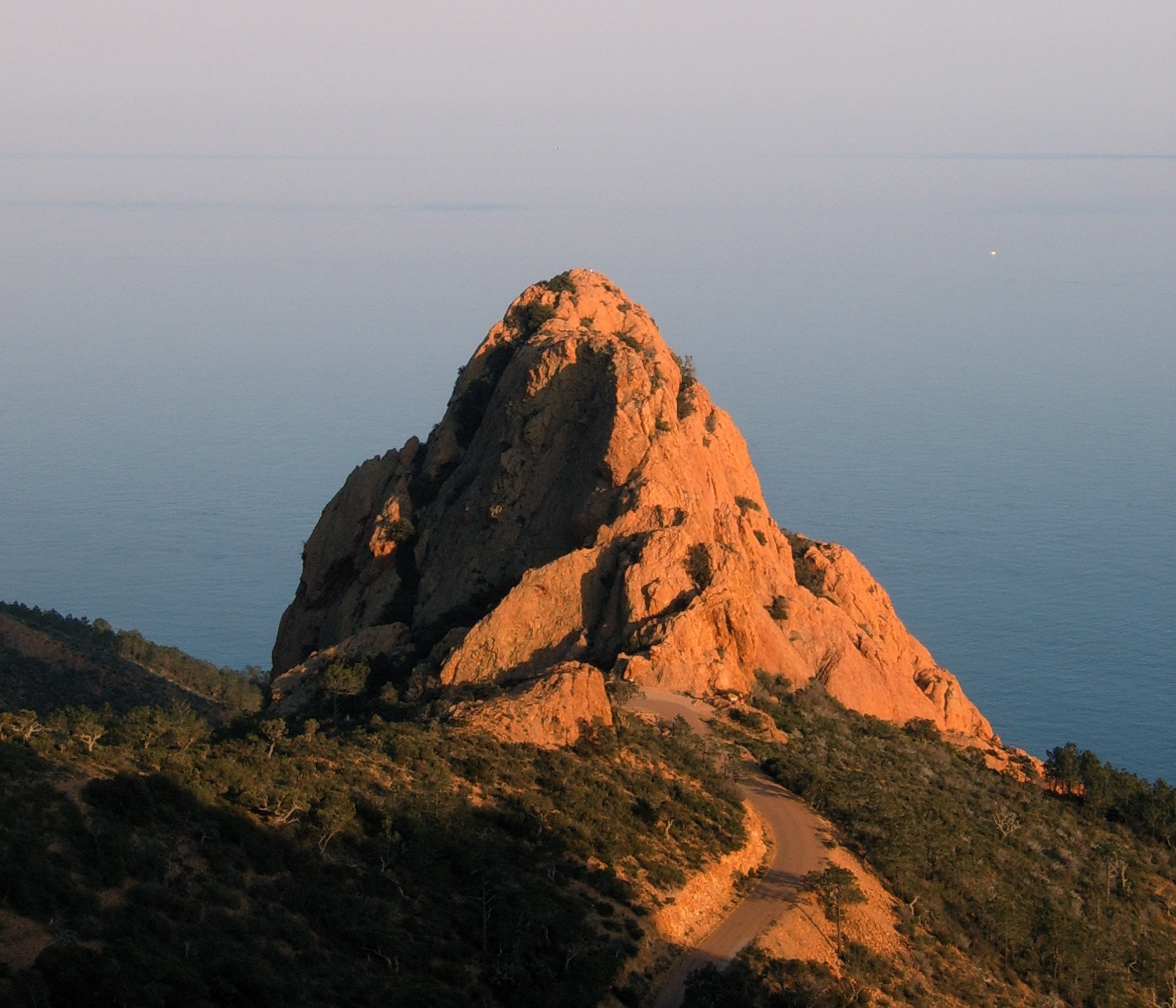
Il Rocher Saint-Barthélemy
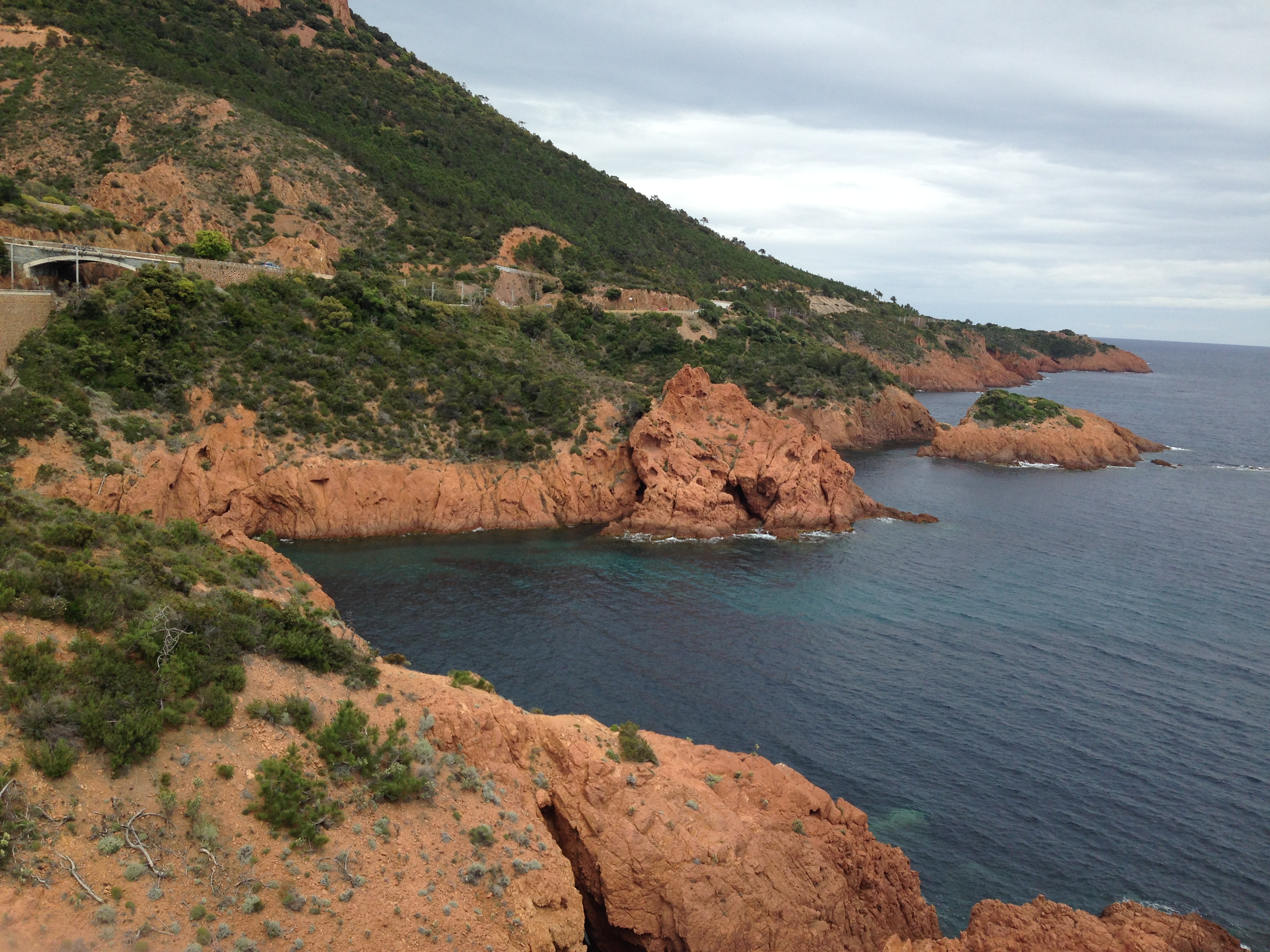
Calanque di Saint-Barthélemy